# Laurentino
Laurentino este un oraș în Santa Catarina (SC), Brazilia.